# Ariane Gutknecht
Ariane Gutknecht Mayer née le 19 juin 1964 est une triathlète professionnelle suisse, vainqueur sur triathlon Ironman. 

## Biographie
Ariane Gutknecht vit à Allschwil dans le canton de Bâle-Ville avec son mari triathlète amateur René Mayer.

## Palmarès en triathlon
Le tableau présente les résultats les plus significatifs (podium) obtenus sur le circuit international de triathlon et de duathlon depuis 1996,.
| Année | Compétition                                       | Pays     | Position           | Temps            |
| ----- | ------------------------------------------------- | -------- | ------------------ | ---------------- |
| 2007  | Inferno Triathlon                                 | Suisse   | Médaille de bronze | 10 h 49 min 25 s |
| 2004  | Inferno Triathlon                                 | Suisse   | Médaille d'or      | 10 h 41 min 5 s  |
| 2003  | Ironman Suisse                                    | Suisse   | Médaille d'or      | 9 h 39 min 48 s  |
| 2002  | Ironman Suisse                                    | Suisse   | Médaille de bronze | Timing           |
| 2002  | Ironman France                                    | France   | Médaille de bronze | 10 h 21 min 11 s |
| 2001  | Ironman Suisse                                    | Suisse   | Médaille de bronze | 9 h 58 min 27 s  |
| 2001  | Ironman Autriche                                  | Autriche | Médaille de bronze | 9 h 28 min 38 s  |
| 2000  | Ironman Suisse                                    | Suisse   | Médaille de bronze | Timing           |
| 2000  | Ironman Lanzarote                                 | Espagne  | Médaille d'argent  | Timing           |
| 1999  | Championnats du monde de duathlon longue distance | Suisse   | Médaille de bronze | Timing           |
| 1998  | Ironman Suisse                                    | Suisse   | Médaille d'argent  | 9 h 49 min 18 s  |
| 1997  | Ironman Suisse                                    | Suisse   | Médaille d'argent  | 9 h 51 min 21 s  |
| 1996  | Euroman Suisse                                    | Suisse   | Médaille d'argent  | 9 h 51 min 26 s  |